# Weiher am Syenvenn
Weiher am Syenvenn este o arie protejată (arie specială de conservare — SAC, sit de importanță comunitară — SCI) din Germania întinsă pe o suprafață de 9,52 ha, integral pe uscat.

## Localizare
Centrul sitului Weiher am Syenvenn este situat la coordonatele 52°21′12″N 7°06′50″E / 52.3533°N 7.1139°E.

## Înființare
Situl Weiher am Syenvenn a fost declarat sit de importanță comunitară în februarie 2006 pentru a proteja 1 specie de plante. Situl a fost protejat și ca arie specială de conservare în iunie 2016.

## Biodiversitate
Situată în ecoregiunea atlantică, aria protejată conține 1 habitat natural: Ape stătătoare oligotrofe până la mezotrofe, cu vegetație de Littorelletea uniflorae și/sau de Isoëto-Nanojuncetea.
La baza desemnării sitului se află o specie protejată de  plante: Luronium natans.
Pe lângă speciile protejate, pe teritoriul sitului au mai fost identificate 6 specii de plante.